# Hilgen (Sankt Wolfgang)
Hilgen ist ein Gemeindeteil  von St. Wolfgang im oberbayerischen Landkreis Erding.

## Lage
Die Einöde Hilgen liegt 3,6 Kilometer östlich der Kirche des Gemeindehauptorts Sankt Wolfgang. Sie liegt 2 Kilometer nordöstlich von dem davon unabhängigen Ortsteil Hilgen am Weg.

## Bevölkerungsentwicklung
Um 1871 gab es in Hilgen sechs Einwohner. In den Nachkriegszeiten des Ersten und Zweiten Weltkriegs gab es um 1925 und um 1950 jeweils zehn Einwohner. Im Mai 1987 lebten dort wieder sechs Einwohner in einem Wohngebäude.
| Jahr      | 1871 | 1925 | 1950 | 1970 | 1987 |
| Einwohner | 6    | 10   | 10   | 2    | 6    |